# Феєтвілл
Фе́єтвілл (англ. Fayetteville, /ˈfeɪətˌvɪl/) — місто в США, штат Північна Кароліна, округ Камберленд. Адміністративний центр округу. Розташований на річці Кейп-Фір. Населення — 208 501 особа (2020), 6-те місто штату за чисельністю населення. Неподалік розміщена військово-повітряна база армії США форт Брегг. Агломерація (341 363 особи) включає міста Гоуп-Міллс, Спрінг Лейк і Рефорд і є найбільшою в південно-східній частині штату.

## Назва
- Фаєтвілл, Фаєттвілл, Фаєтвіль (англ. Fayetteville, «містечко Фаєта»)
- Феєтвілл, Феєттвілл, Феєтвіль

У 1783 році містечка Крос-Крік і Кемпбелтон об'єдналися, і нове місто було засновано як Файєтвілл на честь Жильбера дю Мотьє, маркіза де Лафаєта, французького військового героя, який суттєво допоміг американським військовим силам під час війни за незалежність США. Файєттвілл був першим містом, яке було названо на його честь у США. Лафайєт відвідав місто 4 і 5 березня 1825 року під час свого грандіозного туру по Сполучених Штатах

## Географія
Феєтвілл розташований за координатами 35°5′6″ пн. ш. 78°58′49″ зх. д. / 35.08500° пн. ш. 78.98028° зх. д. (35.085110, -78.980263). За даними Бюро перепису населення США у 2010 році місто мало площу 382,56 км², з яких 377,74 км² — суходіл та 4,83 км² — водойми.

### Клімат
| Клімат : Феєтвілл       | Клімат : Феєтвілл | Клімат : Феєтвілл | Клімат : Феєтвілл | Клімат : Феєтвілл | Клімат : Феєтвілл | Клімат : Феєтвілл | Клімат : Феєтвілл | Клімат : Феєтвілл | Клімат : Феєтвілл | Клімат : Феєтвілл | Клімат : Феєтвілл | Клімат : Феєтвілл | Клімат : Феєтвілл |
| Показник                | Січ.              | Лют.              | Бер.              | Квіт.             | Трав.             | Черв.             | Лип.              | Серп.             | Вер.              | Жовт.             | Лист.             | Груд.             | Рік               |
| Абсолютний максимум, °C | 27,2              | 29,4              | 36,1              | 35,6              | 38,9              | 40,6              | 41,7              | 43,3              | 41,1              | 38,3              | 31,1              | 30,0              | 43,3              |
| Середній максимум, °C   | 11,5              | 13,6              | 18,0              | 23,1              | 26,9              | 30,8              | 32,4              | 31,2              | 28,2              | 23,2              | 18,5              | 13,1              | 22,6              |
| Середня температура, °C | 5,3               | 7,0               | 10,9              | 15,7              | 20,3              | 24,8              | 26,8              | 25,9              | 22,5              | 16,6              | 11,6              | 6,8               | 16,2              |
| Середній мінімум, °C    | −0,8              | 0,4               | 3,9               | 8,4               | 13,7              | 18,9              | 21,3              | 20,6              | 16,8              | 10,0              | 4,7               | 0,6               | 9,9               |
| Абсолютний мінімум, °C  | −18,9             | −20,6             | −10               | −6,7              | 0,0               | 4,4               | 10,6              | 7,8               | −2,2              | −6,1              | −9,4              | −16,7             | −20,6             |
| Норма опадів, мм        | 92                | 80                | 97                | 78                | 84                | 112               | 136               | 141               | 105               | 77                | 75                | 75                | 1154              |
| Днів з опадами          | 10,8              | 9,2               | 9,5               | 8,0               | 8,9               | 9,8               | 11,6              | 10,8              | 8,2               | 7,4               | 7,3               | 9,8               | 111,3             |
| Днів зі снігом          | 0,1               | 0,1               | 0                 | 0                 | 0                 | 0                 | 0                 | 0                 | 0                 | 0                 | 0                 | 0,1               | 0,3               |
| ----------------------- | ----------------- | ----------------- | ----------------- | ----------------- | ----------------- | ----------------- | ----------------- | ----------------- | ----------------- | ----------------- | ----------------- | ----------------- | ----------------- |
| Джерело: NOAA           |                   |                   |                   |                   |                   |                   |                   |                   |                   |                   |                   |                   |                   |

## Історія
На території міста перші поселенці з'явилися ще 12 тисяч років тому.

## Населення
Згідно з переписом 2010 року, у місті мешкали 200 564 особи в 78 274 домогосподарствах у складі 51 163 родин. Густота населення становила 524 особи/км². Було 87005 помешкань (227/км²).
Расовий склад населення:
| - 45,7 % — білих - 41,9 % — чорних або афроамериканців - 2,6 % — азіатів - 1,1 % — корінних американців - 0,4 % — вихідців з тихоокеанських островів - 3,3 % — осіб інших рас |

До двох чи більше рас належало 4,9 %. Частка іспаномовних становила 10,1 % від усіх жителів.
За віковим діапазоном населення розподілялося таким чином: 25,8 % — особи молодші 18 років, 64,5 % — особи у віці 18—64 років, 9,7 % — особи у віці 65 років та старші. Медіана віку мешканця становила 29,9 року. На 100 осіб жіночої статі у місті припадало 93,6 чоловіків; на 100 жінок у віці від 18 років та старших — 90,5 чоловіків також старших 18 років.
Середній дохід на одне домашнє господарство становив 56 644 долари США (медіана — 43 630), а середній дохід на одну сім'ю — 63 674 долари (медіана — 50 330). Медіана доходів становила 36 823 долари для чоловіків та 32 776 доларів для жінок. За межею бідності перебувало 18,4 % осіб, у тому числі 27,0 % дітей у віці до 18 років та 10,7 % осіб у віці 65 років та старших.
Цивільне працевлаштоване населення становило 71 883 особи. Основні галузі зайнятості: освіта, охорона здоров'я та соціальна допомога — 28,6 %, роздрібна торгівля — 13,3 %, мистецтво, розваги та відпочинок — 12,3 %.

## Відомі люди
- Джуліанн Мур (3 грудня 1960) — американська акторка, народилася тут.
- Джермейн Коул (28 січня 1985) — американський репер.
- Еллен Луїза Шулман Бейкер (27 квітня 1953) — американська жінка-астронавт і лікар.
- Джордж Флойд — автомеханік.